# Hydriomena pallida
Hydriomena pallida är en fjärilsart som beskrevs av Barend J. Lempke 1950. Hydriomena pallida ingår i släktet Hydriomena och familjen mätare. Inga underarter finns listade i Catalogue of Life.